# 鐮腹晶鱸
鐮腹晶鱸，俗稱鑽石晶鱸，為輻鰭魚綱鱸形目鱸科晶鱸屬的其中一種，分布於美國俄亥俄河至埃爾克河流域。目前為極危物種。

## 命名
本魚由美國動物學家史都華·威爾斯及魚類學家羅伯特·伍德在2008年命名。
本魚的種小名「cincotta」是美國魚類生物學家丹尼爾·辛科塔的姓氏，是學名作者對辛科塔的貢獻致敬。

## 分布
本魚為溫帶的底棲淡水魚，歷史上曾分布於俄亥俄州的馬斯金格姆河、俄亥俄河、肯塔基州的格林河、以及跨越田納西州的坎伯蘭河流域。但目前僅剩下西維吉尼亞州卡諾瓦河排水區的埃爾克河的種群。

## 形態
本魚標準體長可達7.7公分。本魚體形延長，背鰭兩片，背鰭硬棘11-13枚、軟條11-15枚，無脂鰭；臀鰭無硬棘，軟條11-13；尾鰭開叉；胸鰭軟條15-17枚。側綫鱗片83-89枚，側線上鱗7-9列，側線下鱗10-14列。
本魚與晶鱸（Crystallaria asprella）的區別為：口裂寬度較大，約等於或超過腹鰭間距；眶前斑點與眶前緣明顯分離；兩性腹鰭均明顯鐮形；頰部鱗列減少（模式2）；鰓蓋鱗列減少（模式2）；體側中線斑點數較多（模式13）；臀鰭鰭條數較少（模式13）；背鰭棘數較少（模式12）；側線下方鱗片數較多（模式11）。

## 生態
本魚常出現在水流和緩、砂石底質的溪流淺灘、池塘。

## 經濟利用
本魚未有任何經濟用途。

## 保護現狀
埃爾克河流域正因採礦、油氣開發、淤泥、汚水治理缺陷、土地改造如大橋工程等原因，導致水質下降、棲息地喪失。俄亥俄河流域的蓄水壩，如卡諾瓦河、俄亥俄河、坎伯蘭河，已導致許多物種的棲息地消失。入侵物種孿生雙楔藻（Didymosphenia geminata）也有可能衝擊埃爾克河及本魚的棲息地。目前有限的棲息地與過小的種群可能會使本魚受到近親繁殖的影响。也容易因化學泄露事件或一些突發災難而滅絕。本魚也可能因為科學目的而被過度採集。目前已經採取管理手續來處理採集申請。現有的聯邦和州的常規機制也未有對本魚或其棲息地提供保護。
本魚會滅絕的原因，可能是淤泥堆積掩埋了沙質的淺灘、沙質湖床、沙洲等所導致。而土地使用所帶來的淤泥是本魚保護工作的主要顾虑。
國際自然保護聯盟於2013年評估本種為「極危物種」，原因是本魚的存在範圍已經小於100平方公里，只存在於一個地方，而且棲息地素質正在下降。